# Červeňany
Červeňany es un municipio del distrito de Veľký Krtíš en la región de Banská Bystrica, Eslovaquia, con una población estimada a final del año 2024 de 41 habitantes.
Se encuentra ubicado al suroeste de la región, en la cuenca hidrográfica del río Ipoly —un afluente izquierdo del Danubio— y cerca de la frontera con la región de Nitra y con Hungría.

## Demografía
| Año        | 1994 | 2004     | 2014  | 2024    |
| ---------- | ---- | -------- | ----- | ------- |
| Población  | 28   | 40       | 44    | 41      |
| Diferencia |      | +42,85 % | +10 % | −6,81 % |

| Año        | 2023 | 2024     |
| ---------- | ---- | -------- |
| Población  | 36   | 41       |
| Diferencia |      | +13,88 % |